# Архитектура Тибета
Архитектура Тибета начала развиваться во времена культуры Бон. Однако строения той эпохи не сохранились до наших дней.
С приходом буддизма в Тибет архитектура получила мощный толчок для развития. Буддизм, пришедший из Индии, привнёс с собой и индийский архитектурный стиль в строительстве храмов, монастырей и светских зданий.
Позже, в местный архитектурный стиль вошло много китайских элементов. Сплав индийского и китайского стилей, собственные наработки тибетских архитекторов дали миру самобытное и уникальное строительное искусство этой горной страны. Вершиной тибетской архитектуры стал дворец Потала в Лхасе.
Самобытность в тибетскую архитектуру принёс и холодный, засушливый климат Тибета, высокогорный характер местности, ограниченный ресурс дерева, скотоводческий образ жизни тибетцев. Тибетские строители использовали при строительстве камень, высушенный на солнце красный кирпич, реже дерево.
Для украшения внутренних частей монастырей и светских домов тибетские архитекторы часто использовали разноцветные ткани, которыми обивали стены.
Современная архитектура Тибета идёт в ногу со временем, имеет космополитический характер. Все больше при строительстве используется бетон. Много строится домов, торговых центров и общественных зданий в современном стиле, главным достоинством которых является быстрота возведения, дешевизна и функциональность.

## Религиозная архитектура
Первые культовые сооружения появились в эпоху Бон. Однако ни одного из этих строений не сохранилось до наших дней. Новый этап в тибетской архитектуре начался с приходом из Индии буддизма. Первый буддистские храмы в индийском стиле были построены в VII веке при царе Сонгцэн Гампо. Все они были построены в Лхасе, в городе, который тоже основал Сонгцэн Гампо. Индийский стиль характеризовался массивностью и монолитностью. Эти первые храмы также не дошли до нашего времени. На их месте позже были возведены новые храмы и монастыри.
Со временем в Тибете начали возводить храмы в китайском стиле: здания, как правило, в три уровня, каждый верхний уровень меньше по площади нижнего, крыши имеют загнутые вверх законцовки. Именно этот стиль из Тибета проник сначала в Монголию, а затем в Бурятию.
Стены храмов и монастырей строились из прессованной земли, грязевых блоков или камней. Внутри зданий сооружалась система деревянных колонн и балок. Пол строился из прессованной земли с небольшим добавление дерева.
Монастыри состоят из жилищ монахов, библиотеки рукописей, мастерских, буддистской школы и нескольких храмов. Перед главным храмом устроена мощёная площадь, где происходят религиозные представления.
Большая часть храмов построена в трёх уровнях. Это связано с буддийской нумерологией, где цифра 3 имеет сакральный смысл и указывает на буддийскую триаду: учитель — Будда, учение — Дхарма и религиозное общество — Сангха.
Тибетский стиль проявляется в чортенах, религиозных ступах, посвящённых Будде Шакьямуни. Позже чортены начали использовать в качестве усыпальниц для буддистских лам. Чортены возводили перед храмом.
Перед входом в храм по обе стороны парадной лестницы установлены стилизованный фигуры тигров и драконов. Внутри храм также имеет богатые украшения: вырезанные из дерева фигуры различных божеств, скульптуры Будды, живописные картины (танка) на религиозные темы.
Всемирно известными тибетскими храмами и монастырями являются Кумбум, Сэра,  Дрепунг, Ганден, Ташилунпо, Рамоче, Самье.
Во время культурной революции в Китае пострадали многие значительные храмы Тибета. В последние годы идет их реставрация.

## Дворец Потала
Наиболее известным во всём мире архитектурным сооружением Тибета является дворец Потала, резиденция Далай-лам. Первый дворец на месте современной Поталы построил царь Сонгцен Гампо в 637 году. Во второй половине VIII века в деревянный дворец попала молния и здание полностью сгорело.
Далай-ламы V Нгаванг Лобсанг Гьяцо  (1617—1682) в 1645 году начал возводить новый дворец, который строился на протяжении более чем полувека. Комплекс состоит из двух дворцов: Белого и Красного.
Здание имеет ступенчатую структуру: в горе вырубали террасу и на этом месте возводили «этаж», затем выше вырубали вторую террасу и строили следующий «этаж». Таким образом дворец поднимается от подножия горы до самой её вершины.
Белый дворец состоит из двух павильонов: Восточного и Солнечного. Красный дворец также состоит из нескольких павильонов, здесь проводили молитвы и ритуалы. В настоящее время дворец Потала является музеем.
Дворец Потала стала вершиной в творчестве тибетских архитекторов. Здание потрясающе удачно вписано в окружающий ландшафт. Здесь человеческая фантазия, инженерный расчёт и строительное мастерство достигли своего апогея. Потала является одним из самых значительных в мире примеров религиозной архитектуры.
В 1994 году дворец Потала внесён в список Всемирного наследия ЮНЕСКО.

## Светская архитектура
Традиционная тибетская архитектура жилых домов отличается накренёнными во внутреннюю сторону стенами и плоскими крышами. Дома красятся в белый цвет и окаймляются по периметру тёмной краской.
Дома в городах строили в два или три этажа. Дома имели множество окон прямоугольной формы, расположенных высоко над землей. В центре здания помещается двор, невидимый снаружи и образующий сквозной колодец. Жилые дома в горной местности возводились амфитеатром, используя склоны гор.
В сельской местности дома обычно имеют уютный маленький дворик. Дома строили из камня, кирпича и дерева. Стены внутренних помещений тибетцы обивают разноцветными тканями, что придаёт интерьеру уют и дополнительную теплоизоляцию.
В последнее время в архитектуре жилых и общественных зданий всё больше используются современные строительные материалы и конструкции, например железобетон, металлочерепица и пластиковые окна. В Лхасе построены кварталы, где имеются современные дома, широкие улицы, пешеходные зоны, большие магазины.

## Галерея
| Ташилунпо           | Ташилунпо | Монастырь Сэра |
| Монастырь Ташилунпо | Ташилунпо | Монастырь Сэра |

| Дрепунг                         | Дрепунг | Храм Кумбум |
| Монастырь и университет Дрепунг | Дрепунг | Храм Кумбум |

## См.также
- Культура Тибета